# My Only Wish (This Year)
"My Only Wish (This Year)" é uma canção da artista musical estadunidense Britney Spears, contida na coletânea musical natalina Platinum Christmas (2000), lançada pela já extinta Jive Records. Foi composta e produzida por Brian Kierulf, com o auxílio na escrita por Josh Schwartz. Musicalmente, trata-se de uma faixa de gênero teen pop que cadencia um acelerado compasso shuffle em sua melodia. Nas letras, Spears pede ao Papai Noel que lhe traga um amante para passar os feriados de fim de ano ao seu lado. A obra recebeu revisões mistas por membros da mídia especializada, no entanto ao final da década de 2000, os analistas sentiram que a música poderia ser considerada como um clássico natalino.
Com um lançamento datado em novembro de 2000, "My Only Wish (This Year)" veio a estrear nas tabelas musicais oito anos após na Dinamarca e em 2009 na Eslováquia. Chegou a vender mais de um milhão e 192 mil cópias digitais em sua semana de pico de número 16 na Coreia do Sul. No país de origem de Spears, conseguiu posicionar-se 38.º lugar da classificação sazonal Holiday Digital Songs. Um vídeo contendo apenas o áudio da faixa foi disponibilizado na plataforma Vevo em 22 de outubro de 2013.

## Antecedentes e composição
Em 13 de outubro de 2000, a revista estadunidense Forbes informou que Spears tinha planos de gravar uma canção chamada "My Only Wish (This Year)" para uma álbum natalino intitulado Platinum Christmas. A faixa foi incluída na coletânea musical, que, por sua vez, veio a ser lançada em 14 de novembro de 2000 pela Jive Records. As letras foram concebidas por Brian Kierulf e Josh Schwartz, sendo que o primeiro mencionado ficou encarregado da produção da melodia. Trata-se uma obra de teen pop composta na tonalidade de dó maior e no tempo de assinatura comum infundida no metrônomo de cento e trinta batidas por minuto.  O alcance vocal da intérprete abrange entre as notas de sol4 à de lá5. Sua execução está cadenciada em um acelerado compasso shuffle, um padrão rítmico utilizado principalmente em músicas com influências do jazz. Nas letras, a intérprete lamenta sua solidão durante os feriados de fim de ano e pede ao Papai Noel que lhe traga um amante, como exemplificado nos versos: "Ele é tudo o que desejo, só para mim / Debaixo da minha árvore de Natal". Desde o seu lançamento, a composição foi incluída em mais de oito compilações com temáticas natalinas, entre elas Now That's What I Call Christmas! (2001), Super Christmas Hits (2006) e Christmas Top 100 (2009).

## Crítica profissional
Ao passo que a canção foi descrita por Michael Roberts, do jornal Dallas Observer, como "inquestionável, porém energeticamente retrô", Lori Reese, da Entertainment Weekly, definiu-a como "festiva". Em sua análise da coletânea Now That's What I Call Christmas! para o periódico Richmond Times-Dispatch, Melissa Ruggieri declarou o seguinte: "Felizmente, apenas uma pequena parte do disco dois é dedicada a cantores adolescentes como Britney Spears ('My Only Wish [This Year]') e 'N Sync ('You Don't Have to Be Alone [On Christmas]')". Gabrielle Rice, do Yahoo!, considerou a obra como uma das melhores e mais memoráveis da carreira de Spears, comentando, no entanto, que só conseguiu "ficar entre as dez melhores porque as letras [e] o acelerado ritmo shuffle ... são simplesmente lindos." Enquanto fazia uma resenha sobre músicas clássicas de Natal, o crítico Richard Jinman, do The Sydney Morning Herald, comentou que o tema e "All I Want for Christmas Is You" (1994) de Mariah Carey são "singles ho-ho-horríveis".
Sam Lansky, do PopCrush, incluiu a faixa em sua lista das dez melhores canções pop de Natal, na qual declarou: "outra melodia teen pop milenar, 'My Only Wish (This Year)' de Britney Spears segue a antiga tradição de pedir ao Papai Noel por um amor". O analista também considerou-a como "um doce retrocesso aos dias mais simples [de Britney]". À medida que Stephen Thomas Erlewine, do Allmusic, avaliou o tema como um "clássico pop natalino", Tamar Anitai, do blog Buzzworthy da MTV, referiu-se à música como "o cálice sagrado absoluto das canções de Natal pop dos anos 1990". Steve Leggett, também do Allmusic, comentou que a obra serve como "uma bela e brilhante trilha sonora para uma festa ou um jantar de Natal."

## Desempenho nas tabelas musicais
Mesmo sendo lançada em 2000, "My Only Wish (This Year)" só fez a sua estreia nas tabelas musicais oito anos depois, mais precisamente em 26 de dezembro de 2008 na Dinamarca, onde debutou na sua posição de pico, a 34ª, saindo da publicação na semana seguinte. Retornou no ano posterior na 37ª colocação. Na Eslováquia, conseguiu obter o quinquagésimo quarto emprego como o mais alto na edição de 28 de dezembro de 2009 da IFPI Slovenská Republika. O tema debutou no 135º lugar da lista sul-coreana Gaon Music Chart na publicação do dia 3 do último mês de 2011, calculando cerca de 216 mil cópias digitais distribuídas no país. Saltou várias colocações nas semanas subsequentes, e na quarta atingiu o seu pico na 16.ª, com mais de um milhão e 192 mil exemplares avaliados. "My Only Wish (This Year)" veio desempenhar-se no 48º posto no relatório de 24 de novembro de 2012 do gráfico Holiday Digital Songs, compilado pela revista estadunidense Billboard. Três semanas após, alcançou o número 38 como seu melhor no editorial.